# Краснопрісненський сільський округ
Краснопрі́сненський сільський округ (каз. Краснопреснен ауылдық округі, рос. Краснопресненский сельский округ) — адміністративна одиниця у складі Мендикаринського району Костанайської області Казахстану. Адміністративний центр — село Красна Прісня.
Населення — 1158 осіб (2021; 1664 у 2009, 2550 у 1999, 2930 у 1989).
Станом на 1989 рік існувала Краснопрісненська сільська рада (село Красна Прісня, селища Баликти, Лоба, Молодіжний, Цілинний). Село Цілинне було ліквідоване 2009 року.

## Склад
До складу округу входять такі населені пункти:
| Населений пункт     | Старі назви | Населення, осіб (1989) | Населення, осіб (1999) | Населення, осіб (2009) | Населення, осіб (2021) |
| ------------------- | ----------- | ---------------------- | ---------------------- | ---------------------- | ---------------------- |
| Баликти, село       | -           | 386                    | 345                    | 180                    | 75                     |
| Красна Прісня, село | -           | 1981                   | 1736                   | 1221                   | 950                    |
| Лоба, село          | -           | 247                    | 234                    | 135                    | 73                     |
| Молодіжне, село     | Молодіжний  | 158                    | 133                    | 91                     | 60                     |
| Цілинне, село       | Цілинний    | 158                    | 102                    | 37                     | -                      |